# NGC 3470
NGC 3470 este o galaxie LINER situată în constelația Ursa Mare. A fost descoperită în 9 aprilie 1793 de către William Herschel. Se află la o distanță de 97 de megaparseci de Pământ.